# ABBA
ABBA, także Abba – szwedzki zespół muzyczny grający muzykę pop, założony w 1972 przez Anni-Frid Lyngstad, Benny’ego Anderssona, Björna Ulvaeusa i Agnethę Fältskog.
Uważani za jeden z najbardziej znaczących na rynku oraz kasowych zespołów muzycznych w historii, sprzedali ponad 300 mln płyt na świecie. Jako zespół zadebiutowali w 1972 singlem „People Need Love”, rok później wydali debiutancki album studyjny pt. Ring Ring. W 1974, reprezentując Szwecję z utworem „Waterloo”, zwyciężyli w finale 19. Konkursu Piosenki Eurowizji. W kolejnych latach koncertowali po całym świecie oraz lansowali kolejne przeboje. Do 1981 wydali jeszcze siedem albumów studyjnych: Waterloo (1974), ABBA (1975), Arrival (1976), The Album (1977), Voulez-Vous (1979), Super Trouper (1980) i The Visitors (1981), które dotarły do pierwszego miejsca na szwedzkiej liście najlepiej sprzedających się płyt, a także były wysoko notowane na światowych listach sprzedaży. Od 1982 nie współpracowali jako kwartet. Na rynku wydawane były kolejne składanki przebojów, które osiągnęły sukces sprzedażowy.
W 2010 zostali wprowadzeni na Rock and Roll Hall of Fame. 7 maja 2013 w Sztokholmie zostało otwarte muzeum poświęcone zespołowi. 27 kwietnia 2018 ogłosili reaktywację, a we wrześniu 2021 zaprezentowali nowe piosenki, zapowiedzieli premierowy album i pożegnalną trasę koncertową, w której zamiast zespołu wystąpią ich hologramy. 5 listopada 2021 wydali album pt. Voyage, który ogłosili jednocześnie ostatnim albumem ABBY.

## Historia zespołu

### 1960–1969: Przed powstaniem zespołu
W 1964 Benny Andersson został członkiem popularnego szwedzkiego zespołu pop-rockowego Hep Stars, który określany był mianem „szwedzkich Beatlesów”. W 1966 grupa nagrała piosenkę „Isn’t It Easy to Say”, którą Andersson napisał z Björnem Ulvaeusem z zespołu Hootenanny Singers. Za namową Stiga Andersona, założyciela wytwórni Polar Music, panowie nawiązali trwałą współpracę przy komponowaniu piosenek.
W 1969 Andersson napisał piosenkę „Hej, Clown”, z którą Jan Malmsjö brał udział w programie Melodifestivalen. Podczas festiwalu poznał Anni-Frid Lyngstad, która z piosenką „Härlig är vår jord” zajęła w konkursie dzielone czwarte miejsce. Kilka tygodni później para spotkała się podczas koncertu w południowej Szwecji, a niedługo później zaczęła się spotykać również w życiu prywatnym. W maju 1969 podczas nagrywania programu telewizyjnego Björn poznał piosenkarkę Agnethę Fältskog. Benny w tym samym roku wyprodukował singiel Lyngstad „Peter Pan”, którą napisał z Björnem.

### 1970–1973: Początki istnienia grupy i albumRing Ring
Pierwszą próbę połączenia swych talentów podjęli w kwietniu 1970, w trakcie wspólnych wakacji na Cyprze. Podczas odpoczynku śpiewali dla przyjemności na plaży, co kończyło się improwizowanymi występami na żywo przed żołnierzami Organizacji Narodów Zjednoczonych stacjonującymi na wyspie. Ulvaeus i Andersson nagrali w tamtym czasie swój pierwszy wspólny album pt. Lycka, na którym Fältskog i Lyngstad były chórzystkami w kilku utworach. Również w 1970 wystąpili wspólnie w programie telewizyjnym I stället for Tarzan. 3 października 1970 w audycji szwedzkiego radia Vara Favoriter dali swój pierwszy występ z programem kabaretowym pt. Festfolket, w którym wykonali m.in. przebój „Hej, Gamle Man” autorstwa Ulvaeusa i Anderssona. Kompozycja, opowiadająca o starym członku Armii Zbawienia, stała się pierwszym przebojem w dorobku zespołu oraz dotarła do pierwszego miejsca listy przebojów Svensktoppen, utrzymując się na szczycie zestawienia przez pięć tygodni. W tym okresie występowali pod nazwą Festfolk. Na początku 1971 odbyli trasę po Szwecji. Pierwsza sesja nagraniowa dała wiarę we wspólną produkcję wokalistów, jednak żaden z nich nie był zainteresowany stałą współpracą, koncentrując się na projektach solowych. W maju Agnetha, Björn i Benny wyruszyli we wspólną trasę koncertową, a gdy Anni-Frid dawała występy z Larsen Berghagenem. Czwórkę wokalistów najbardziej połączyła sesja nagraniowa, która odbyła się latem 1971. Po wydaniu albumu Lycka Björn i Benny planowali wydanie w kraju dwóch kolejnych singli, „Det kan ingen doktor hjälpa” i „Tänk om jorden vore ung”, z wyraźnie podkreślonymi partiami wokalnymi zaśpiewanymi przez Fältskog i Lyngstad. W tym samym czasie Agnetha wydała swoją czwartą solową płytę, a Frida – singiel „Min egen stad”, w których chórki zaśpiewali Benny, Björn i Agnetha.
Menedżer zespołu, Stig Anderson, był skłonny wejść na rynek międzynarodowy z muzyką Ulvaeusa i Anderssona, przewidział również napisanie ogólnoświatowego przeboju przez jednego z członków duetu. Zachęcił solistów do skomponowania utworu, który miałby zostać zgłoszony do Melodifestivalen, programu stanowiącego krajowe eliminacje do Konkursu Piosenki Eurowizji. Po dwóch odrzuconych zgłoszeniach w 1971 grupa wysłała do krajowej telewizji SVT utwór „Säg det med en sång”, który miała wykonać Lena Anderson. Utwór zajął trzecie miejsce w finale Melodifestivalen 1972 i stał się przebojem w Szwecji. 
Pierwszy poważny sukces zespołu przyszedł po wydaniu w marcu 1972 przez Benny’ego i Björna singla „She’s My Kind of Girl”. Utwór został wydany w Japonii, gdzie trafił do pierwszej dziesiątki listy przebojów. Zespół nagrał w tym kraju jeszcze dwie piosenki: „En Carousel” (początkowo o tytule „Merry-Go-Round”) i „Love Has Its Ways”, który Benny i Björn napisali z kompozytorem Kōichi Moritą. W czerwcu 1972 Anderson wydał utwór „People Need Love” jako pierwszy singel grupy o nazwie Björn & Benny, Agnetha & Anni-Frid. Piosenka dotarła do 17. miejsca szwedzkiej listy przebojów i stała się pierwszym nagraniem zespołu, które weszło na listę przebojów sporządzaną przez amerykański magazyn Billboard. 26 września 1972 zespół rozpoczął sesję nagraniową na swój pierwszy wspólny album studyjny. Wokalistki zaśpiewały razem w utworze „Nina, Pretty Ballerina”.

### 1973–1975: Konkurs Piosenki Eurowizji
W 1973 we czwórkę wystartowali w programie Melodifestivalen z piosenką „Ring Ring”, którą nagrali techniką tzw. ściany dźwięku. 10 lutego 1973 zajęli trzecie miejsce w finale konkursu, choć byli jednym z głównych faworytów do wygranej. 26 marca wydali pierwszy wspólny album, również zatytułowany Ring Ring. Odbyli także trasę promocyjną, która obejmowała występy telewizyjne w Austrii, Belgii, Holandii i Niemczech; Agnethę Fältskog, będącą świeżo po porodzie, na koncertach zastępowała Inger Brudin. W tym czasie formacja przyjęła nazwę ABBA, utworzoną z pierwszych liter imion jej członków.

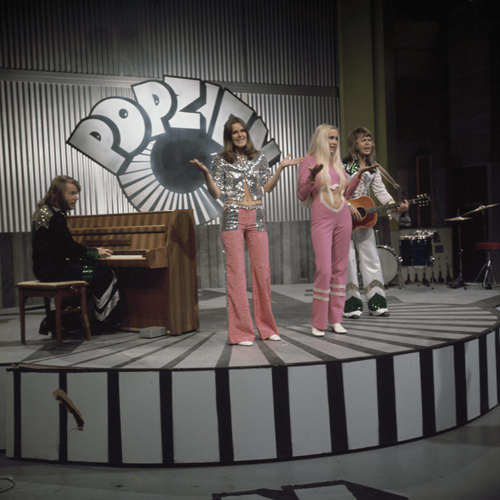
ABBA podczas nagrania programu Popzien w 1973

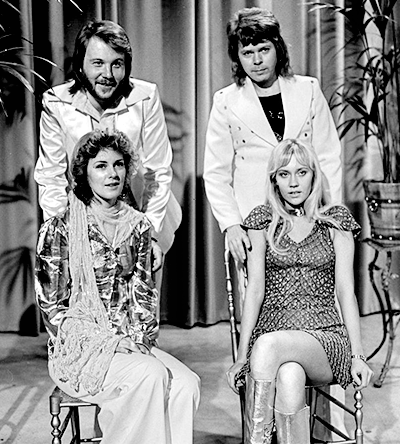
ABBA podczas nagrania programu w telewizji Dutch TV w kwietniu 1974

Tuż po udziale w Melodifestivalen 1973 Anderson zaczął pracę nad utworem, który mógłby zgłosić do eurowizyjnych selekcji w 1974, ponieważ uznał, że zarówno Melodifestivalen, jak i sam Konkurs Piosenki Eurowizji, to ogromna szansa na osiągnięcie sukcesu na rynku muzycznym. Pod koniec 1973 zespół został zaproszony przez telewizję SVT do współpracy nad utworem na 19. Konkurs Piosenki Eurowizji – spośród wielu kompozycji grupa wybrał glam rockowy utwór „Waterloo”, wyprodukowany techniką „ściany dźwięku” i zaproponowany telewizji przez Tretowa. W lutym 1974 piosenka wygrała w finale Melodifestivalen 1974, a w maju zwyciężyła również w finale Eurowizji, zdobywszy 24 punkty. Piosenka w krótkim czasie stała się światowym przebojem. ABBA po wygranej w konkursie rozpoczęła trasę koncertową po Europie oraz dała gościnne występy w wielu popularnych programach telewizyjnych, m.in. Top of the Tops. Singel „Waterloo” przyniósł mu międzynarodową rozpoznawalność oraz upragniony sukces komercyjny, trafiając na czołowe miejsca na listach przebojów w wielu krajach, m.in. w Belgii, Danii, Finlandii, Irlandii, Niemczech, Norwegii, Wielkiej Brytanii i Australii. Dotarł także do szóstego miejsca notowania Billboard Hot 100 w Stanach Zjednoczonych, dzięki czemu ABBA miała możliwość wydania swojego pierwszego albumu oraz odbycia trasy koncertowej poza granicami Europy.
Pierwsza podróż zespołu do USA obejmowała krótki występ promocyjny w programie rozrywkowym The Mike Douglas Show, a ich album Waterloo zajął 145. miejsce na liście Billboard 200. Płyta dotarła także na szczyt list bestsellerów w Szwecji. Kolejny singel zespołu, „Honey, Honey”, dotarł zaledwie do 27. miejsca na amerykańskiej liście przebojów oraz do drugiego miejsca w Niemczech. Wytwórnia Epic Records ponownie wydała w Wielkiej Brytanii zremiksowaną wersję piosenki „Ring Ring” oraz singiel „Honey, Honey” w wersji zespołu Sweet Dreams. Oba utwory zadebiutowały na brytyjskich listach przebojów, jednak nie dotarły do pierwszej „30” notowania, przez co zaczęto spekulować, że ABBA to grupa jednego przeboju. Podobne opinie pojawiły się po wydaniu singla z piosenkami „So Long” i „I’ve Been Waiting for You”, który również nie osiągnął spodziewanego sukcesu komercyjnego.
W listopadzie 1974 ABBA wyruszyła w pierwszą europejską trasę koncertową, która obejmowała występy m.in. w Danii, Niemczech Zachodnich, Austrii i Szwajcarii oraz krajach Skandynawii. Widowiska nie odniosły jednak spodziewanego sukcesu, a wiele biletów się nie sprzedało, dlatego grupa odwołała część występów. Dla odmiany, ich występ w parku rozrywki Gröna Lund w Sztokholmie zgromadził ok. 19,2 tys. widzów. Latem 1975 wydali singiel „I Do, I Do, I Do, I Do, I Do”, który zajął 38. miejsce na szwedzkiej liście przebojów. Kilka miesięcy później ukazał się kolejny album zespołu, zatytułowany po prostu ABBA. Grupa wylansowała także kolejny przebój – „S.O.S.”, który dotarł do szóstego miejsca na liście przebojów w kraju oraz został drugim singlem ABBY, który dotarł na szczyt europejskich notowań, m.in. w Niemczech czy Austrii. We wrześniu 1975 do sprzedaży trafiła składanka charytatywna pt. Stars im Zeichen eines guten Sterns z m.in. piosenkami ABBY: „Pick a Bale of Cotton”, „On Top of Old Smokey” i „Midnight Special”; dochód ze sprzedaży albumu został przeznaczony na walkę z rakiem.
Sukces zespołu utrwalił kolejny singiel „Mamma Mia”, który trafił na szczyty wielu europejskich list przebojów. 2 stycznia 1976 piosenka dotarła do 10. miejsca na amerykańskiej liście World Record Top 100 Singles oraz do 15. miejsca na liście Billboard Hot 100, a w Australii stała się „najlepiej sprzedawanym singlem w historii australijskiego przemysłu rozrywkowego”. W trakcie trasy promocyjnej po Australii zarejestrowano program The Best of ABBA, który pozostaje jednym z najpopularniejszych widowisk muzycznych w historii kraju. W tym samym czasie zespół otrzymał nagrodę od wytwórni BMI za jeden z najczęściej granych utworów w amerykańskich stacjach radiowych w 1975. Album ABBA znalazł się na 174. miejscu listy Billboard 200 oraz na 165. miejscu na liście Cashbox.

### 1976–1982: Kolejne albumy

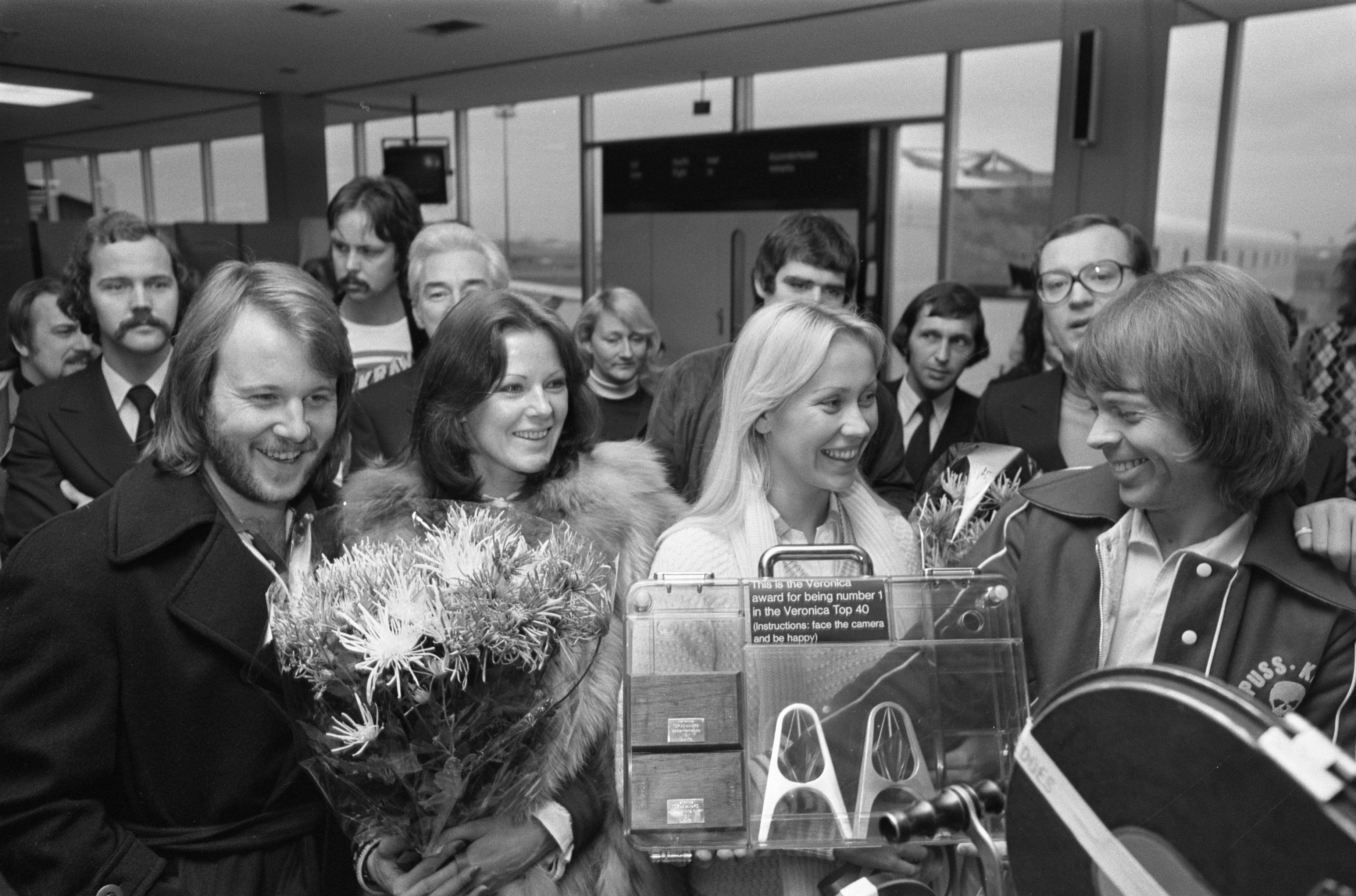
ABBA w Holandii, 1976

17 czerwca 1976, czyli na dzień przed uroczystością ślubną króla Karola Gustawa i Silvii Sommerlath, artyści premierowo wykonali przebój „Dancing Queen” w Operze Królewskiej w Sztokholmie. W październiku 1976 wydali album pt. Arrival, który okazał się przełomową płytą w karierze grupy i zawierał przeboje: „Dancing Queen”, „Knowing Me, Knowing You”, „Money, Money, Money”, „That’s Me” czy „Fernando”. Ostatni z utworów znalazł się na nowozelandzkim, australijskim i południowoafrykańskim wydaniu albumu i trafił na pierwsze miejsca list przebojów w 13 krajach (m.in. w Niemczech czy Australii) oraz sprzedał się w nakładzie ponad 10 mln egzemplarzy. W ramach promocji albumu ABBA wyruszyła w trasę promocyjną do USA, gdzie wystąpiła w kilku popularnych programach telewizyjnych, tj. Mervin Griffin Show, Tony Orlando Show, Don Kirschner, New Rock Concert, Dinah Shore Show i Bing Crosby Show. Również w 1976 premierę w miał program dokumentalny SVT pt. Abba Dabba Doo. W październiku tego samego roku ABBA po raz pierwszy przyleciała do Polski, gdzie wystąpiła w programie z cyklu Studio 2, podczas którego nagrała telewizyjny koncert pt. ABBA w Studiu 2, wyemitowany 13 listopada 1976 w TVP1.
W 1977 ABBA wyruszyła w kolejną trasę koncertową po Europie, która obejmowała występy m.in. w Norwegii, Belgii, Holandii, Luksemburgu i Niemczech oraz Wielkiej Brytanii (gdzie zagrali koncert w Royal Albert Hall). Następnie wyruszyli w trasę promocyjną do Australii, gdzie udzieliła serii wywiadów telewizyjnych oraz dała 11 koncertów. W trakcie trasy powstał fabularyzowany film pt. ABBA. Film. Zespół nagrywał też materiał na kolejną płytę – The Album, którą promowali m.in. singlami „Take a Chance on Me” i „The Name of the Game”.

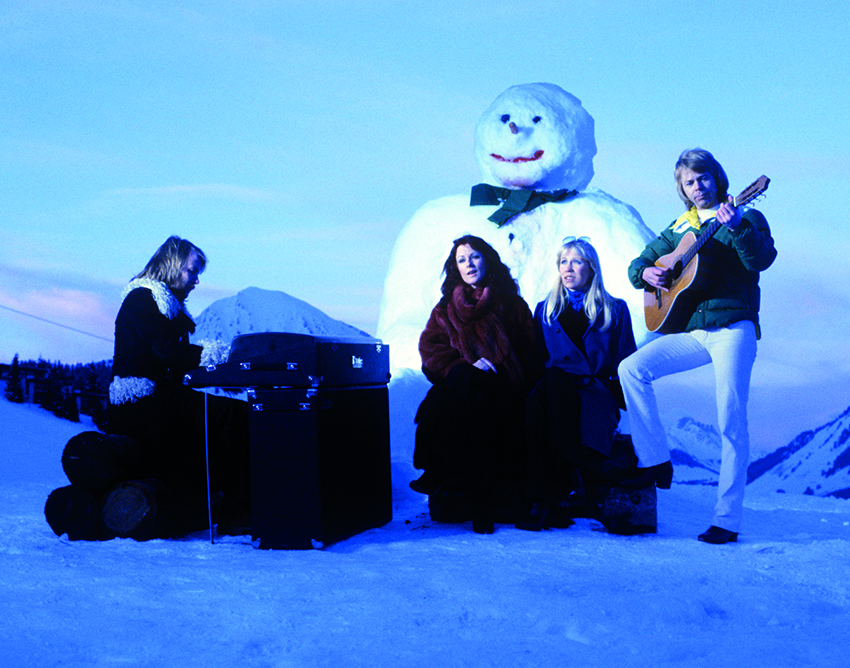
ABBA podczas nagrywania teledysku do piosenki Chiquitita (Styczeń 1979)

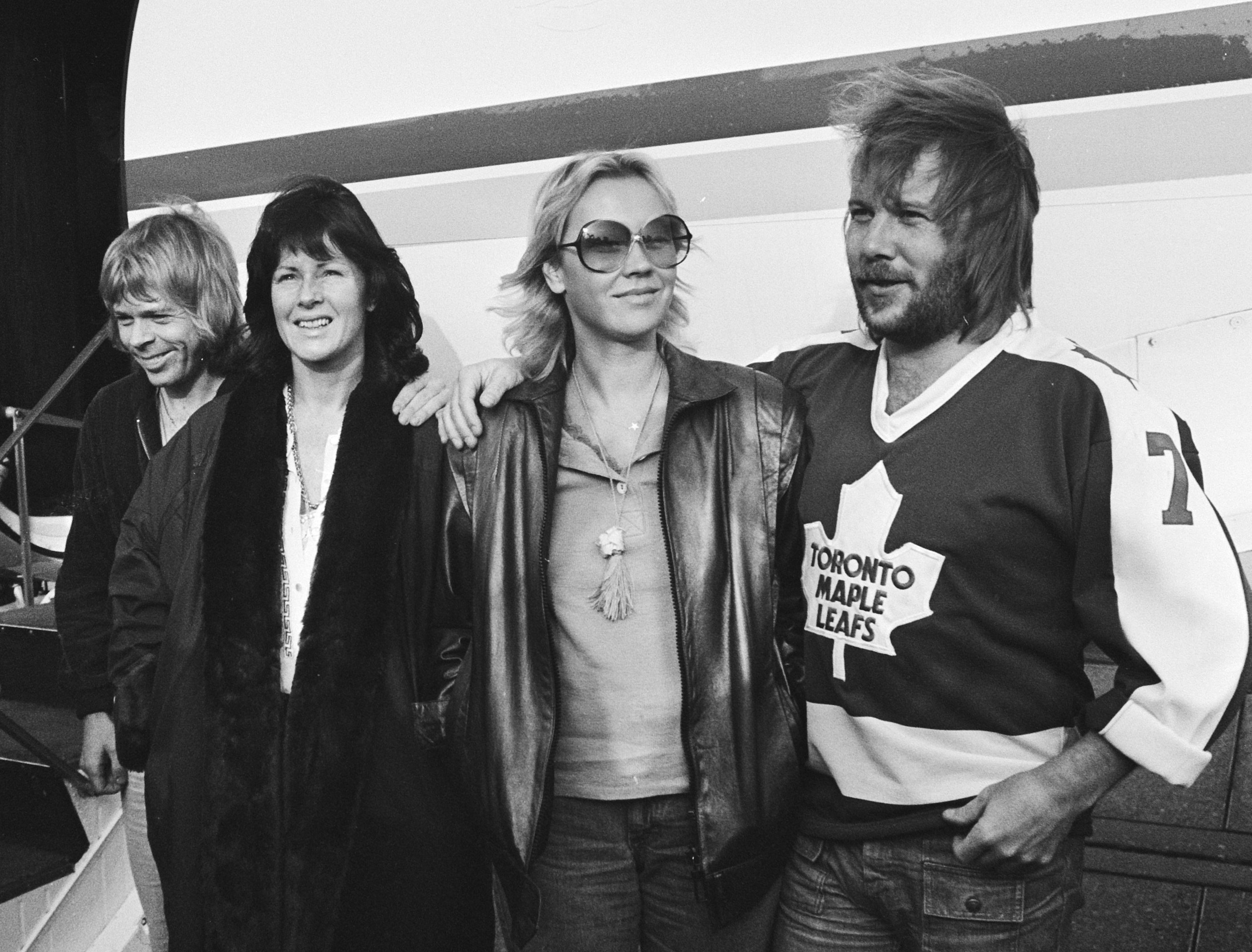
Zespół podczas wizyty w Rotterdamie, 1979

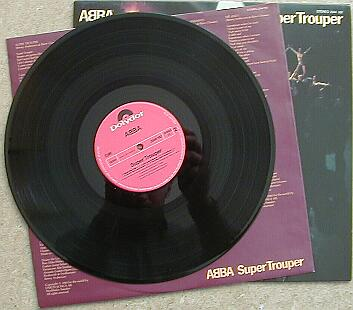
Płyta albumu pt. Super Trouper z 1980

W styczniu 1978 kwartet uczestniczył w premierze filmu ABBA. Film w Londynie, gdzie muzycy odebrali nagrodę Carla Alana z rąk księżnej Małgorzaty. W tym okresie Fältskog niechętnie uczestniczyła w koncertach i wyjazdach zagranicznych ABBY, chcąc spędzić czas z rodziną, co doprowadzało niekiedy do kłótni w zespole. W listopadzie 1978 ABBA odbyła trasę promocyjną po Japonii, a w styczniu 1979 zagrała piosenki „Chiquitita” i „He’s Your Brother” w koncercie charytatywnym na rzecz UNICEF-u pt. A Gift of Song, emitowanym globalnie przez stację NBC. W ramach trasy koncertowej w marcu wystąpili w Szwajcarii, gdzie zaprezentowali m.in. piosenki: „The King Has Lost His Crown”, „Kisses of Fire”, „Lovers (Live a Little Longer)”, „Does Your Mother Know” oraz przeboje pochodzące z poprzednich wydawnictw. 23 kwietnia 1979 wydali album pt. Voulez-Vous, który nagrywali w Compass Point Studios na Bahamach i Criteria Studios w Miami. W tym samym roku rozpoczęli światową trasę promocyjną, którą zakończyli wydaniem albumu pt. Super Trouper. Oprócz tytułowego singla, na płycie umieścili także kolejne przeboje: „The Winner Takes It All”, „On and On and On”, „Happy New Year” i „Lay All Your Love on Me”. Album osiągnął sukces komercyjny, docierając do pierwszego miejsca na listach sprzedaży w Wielkiej Brytanii, Niemczech i we Włoszech oraz w krajach skandynawskich, a za wysokie wyniki sprzedaży uzyskał certyfikat złotej płyty w USA, platynowej płyty w Hiszpanii i w Wielkiej Brytanii oraz podwójnie platynowej płyty w Niemczech.
W czerwcu 1980 ukazał się album pt. Gracias por la música, na którym ABBA umieściła swoje przeboje w hiszpańskiej wersji językowej. Płyta dotarła do pierwszego miejsca na listach przebojów w kilku krajach Ameryki Południowej i Środkowej. W tym okresie zespół wyruszył w kolejną światową trasę koncertową. W styczniu 1981 z okazji 50. urodzin Stiga Andersona muzycy nagrali singiel „Hovas vittne”, który wydali w 200 winylowych egzemplarzach i rozdali gościom podczas przyjęcia urodzinowego swojego menedżera. W tym okresie wytwórnia Polar Music w ich imieniu poinformowała, że ABBA kończy karierę koncertową. Pod koniec kwietnia muzycy wystąpili w programie Dick Cavett Meets ABBA, podczas którego udzielili wywiadu i wykonali swoje największe przeboje. W listopadzie wydali album pt. The Visitors, który promowali singlami: „One of Us”, „Head Over Heels”, „When All Is Said and Done” oraz tytułowym utworem, nawiązującym w tekście do ówczesnej komunistycznej dyktatury Związku Socjalistycznych Republik Radzieckich (ZSRR) w krajach „demokracji ludowej”. 31 stycznia 1982 wyemitowano film reportażowy Żeby Polska była Polską, w którym sytuację w Polsce po wprowadzeniu stanu wojennego skomentowali m.in. członkowie ABBY.
Wiosną 1982 muzycy rozpoczęli kolejną sesję nagraniową, po której mieli odbyć się minitrasę koncertową. W trakcie sesji prowadzili rozmowy dotyczące materiału na nową płytę, które jednak kończyły się sporami, wskutek czego nagrali jedynie trzy piosenki: „You Owe Me One”, „I Am the City” i „Just Like That”. Andersson i Ulvaeus nie byli usatysfakcjonowani rezultatami i zawiesili pracę nad albumem. W sierpniu 1982 powrócili do studia nagraniowego i zmienili strategię działania na resztę roku – postanowili wydać podwójny album kompilacyjny pt. The Singles: The First Ten Years, zawierający ich największe przeboje, a także napisać i nagrać kilka nowych kompozycji. Na przełomie października i listopada wydali single: „The Day Before You Came”/„Cassandra” i „Under Attack”/„You Owe Me One”. Utwór „The Day Before You Came” pojawił się w pierwszej piątce zestawień m.in. w Niemczech, Holandii i Belgii. Na początku listopada ABBA wyruszyła w celach promocyjnych do Londynu, gdzie wystąpiła w kilku ogólnokrajowych programach telewizyjnych, m.in. w Saturday Superstore i The Late, Late Breakfast Show. Zapowiadana w wakacje kompilacja ich przebojów została wydana w listopadzie i trafiła na pierwsze miejsce listy najchętniej kupowanych płyt w Wielkiej Brytanii i Belgii, na piąte miejsce w Niemczech i Holandii oraz do pierwszej „20” w wielu innych krajach Europy. Single „I Am the City” i „Just Like That” nie znalazły się na kompilacji The Singles: The First Ten Years, ponieważ planowano zamieścić je na kolejnym albumie, który jednak nigdy nie został wyprodukowany. W tym samym roku ABBA wystąpiła w niemieckim programie telewizyjnym Show Express, podczas którego kwartet zaśpiewał piosenki „Under Attack”, „Cassandra” i „The Day Before You Came”. Utwór okazał się ostatnią piosenką zaśpiewaną wspólnie publicznie przez zespół.
19 listopada 1982 muzycy wystąpili po raz ostatni w pełnym składzie podczas nagrań programu Nöjesmaskinen. 11 grudnia pojawili się w studiu telewizyjnym talk-show The Late, Late Breakfast Show w Sztokholmie.

### 1983–2017: Rozpad i dalsza działalność
Po 1982 członkowie ABBY pracowali nad własnymi projektami – Agnetha Fältskog i Anni-Frid Lyngstad wydały kolejne solowe albumy, a Björn Ulvaeus i Benny Andersson napisali utwory do musicali Chess i Kristina från Duvemåla. W wywiadach z tamtego okresu dementowali pogłoski o rozpadzie grupy, jednak – poza występem telewizyjnym w 1986, kiedy to zaśpiewali utwór „Tiveds hambo” z okazji urodzin Stiga Andersona – nie występowali już razem publicznie w kwartecie. W 1988 wytwórnia Eagle wydała na włoskim rynku – bez zgody ABBY – kompilację pt. Take a Change on You zawierającą rzadkie nagrania studyjne i koncertowe zespołu.
Na początku lat 90. Ulvaeus i Fältskog pozwali Andersona za narażenie ich na poważne kłopoty prawne (oskarżano ich o malwersacje w zeznaniach podatkowych) po tym, jak menedżer zainwestował w liczne przedsięwzięcia, które przynosiły straty finansowe. Między stronami doszło do ugody. Odszkodowanie w wysokości 27 mln koron szwedzkich duet przekazał na rzecz organizacji dobroczynnej Amnesty International.
W 1992 zespół U2 podczas koncertu w Sztokholmie złożył hołd zespołowi, zapraszając Ulvaeusa i Anderssona do wspólnego odśpiewania piosenki „Dancing Queen”. W 1999 w Londynie premierę miał współtworzony przez Ulvaeusa i Anderssona musical Mamma Mia!, którego akcja opierała się na przebojach ABBY. Spektakl cieszył się dużym zainteresowaniem publiczności, a w kolejnych latach wystawiany był m.in. w Australii, Stanach Zjednoczonych oraz Europie. Muzycy odrzucili ofertę 1 mld dol. za zagranie światowej trasy koncertowej w 2000, która miałaby obejmować 100 koncertów. W 2002 Ulvaeus zaprzeczył, jakoby grupa miałaby się reaktywować. 

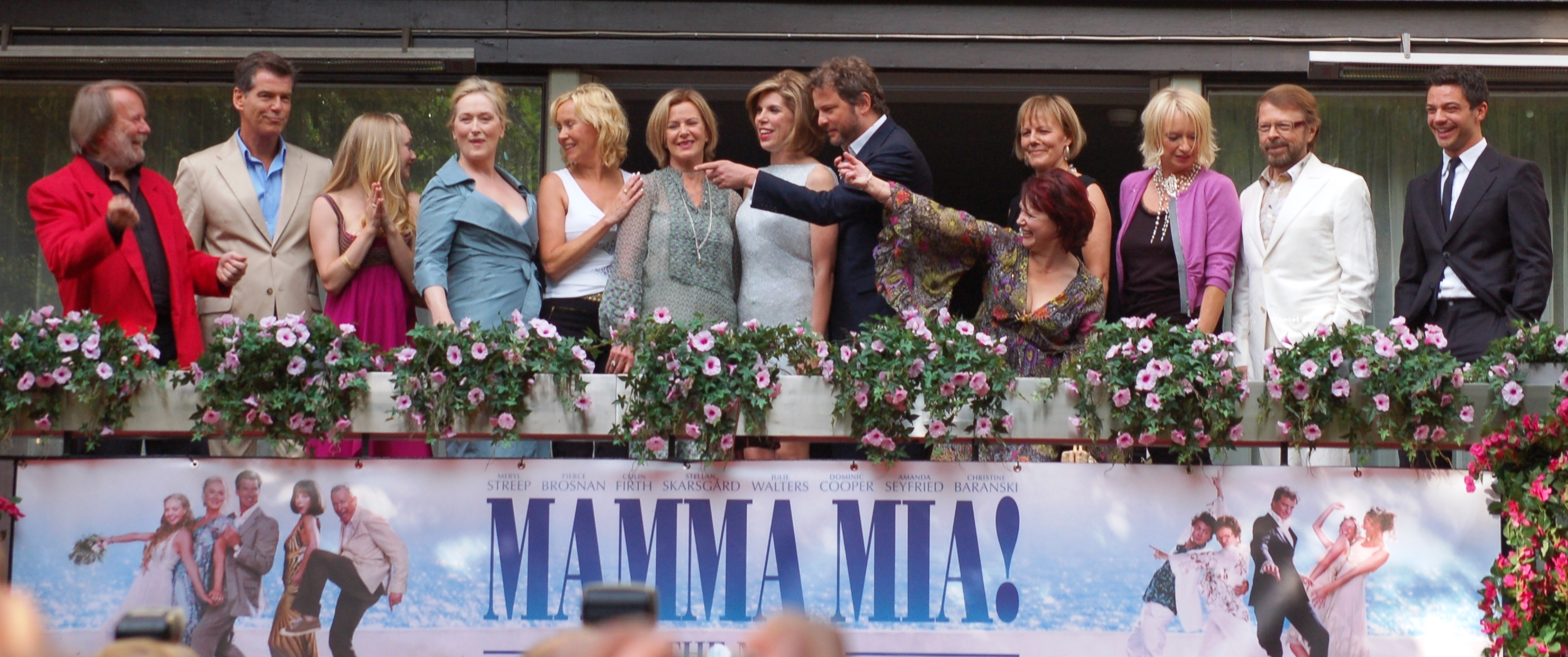
Członkowie Abby wraz z aktorami na premierze filmu Mamma Mia! (2008)

W 2004 członkowie ABBY wystąpili w minifilmie pt. Our Last Video Ever, który premierowo pokazano w trakcie półfinału 49. Konkursu Piosenki Eurowizji, a zarazem 30 lat po zwycięstwie zespołu na Eurowizji 1974. Film został wydany także na DVD jako The Last Video. Rok później członkowie ABBY uczestniczyli w uroczystej premierze musicalu Mamma Mia! w Sztokholmie, na której to pojawiła się publicznie w komplecie pierwszy raz od lat. Ulvaeus i Andersson w wywiadzie udzielonym magazynowi „Sunday Telegraph” niedługo przed premierą musicalu ponownie zdementowali informacje o reaktywacji ABBY. 4 lipca 2008 wszyscy czworo uczestniczyli w szwedzkiej premierze amerykańskiego filmu opartego na fabule spektaklu. W 2010 zostali wprowadzeni na Rock and Roll Hall of Fame.

### od 2018: Reaktywacja zespołu
27 kwietnia 2018 ogłosili reaktywację zespołu i zapowiedzieli wydanie nowych piosenek. Później poinformowali, że wyruszą także w wirtualną trasę koncertową. 2 września 2021 swoją premierę miały utwory „I Still Have Faith in You” i „Don't Shut Me Down” zapowiadające album pt. Voyage, którego premierę zaplanowano na 5 listopada 2021. 27 października Benny Anderson w wywiadzie dla gazety „Guardian” oficjalnie potwierdził koniec działalności grupy. Album Voyage będzie ostatnią płytą grupy.

## Nazwa i logotyp zespołu

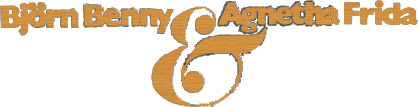
Początkowe logo zespołu

Logotyp zespołu

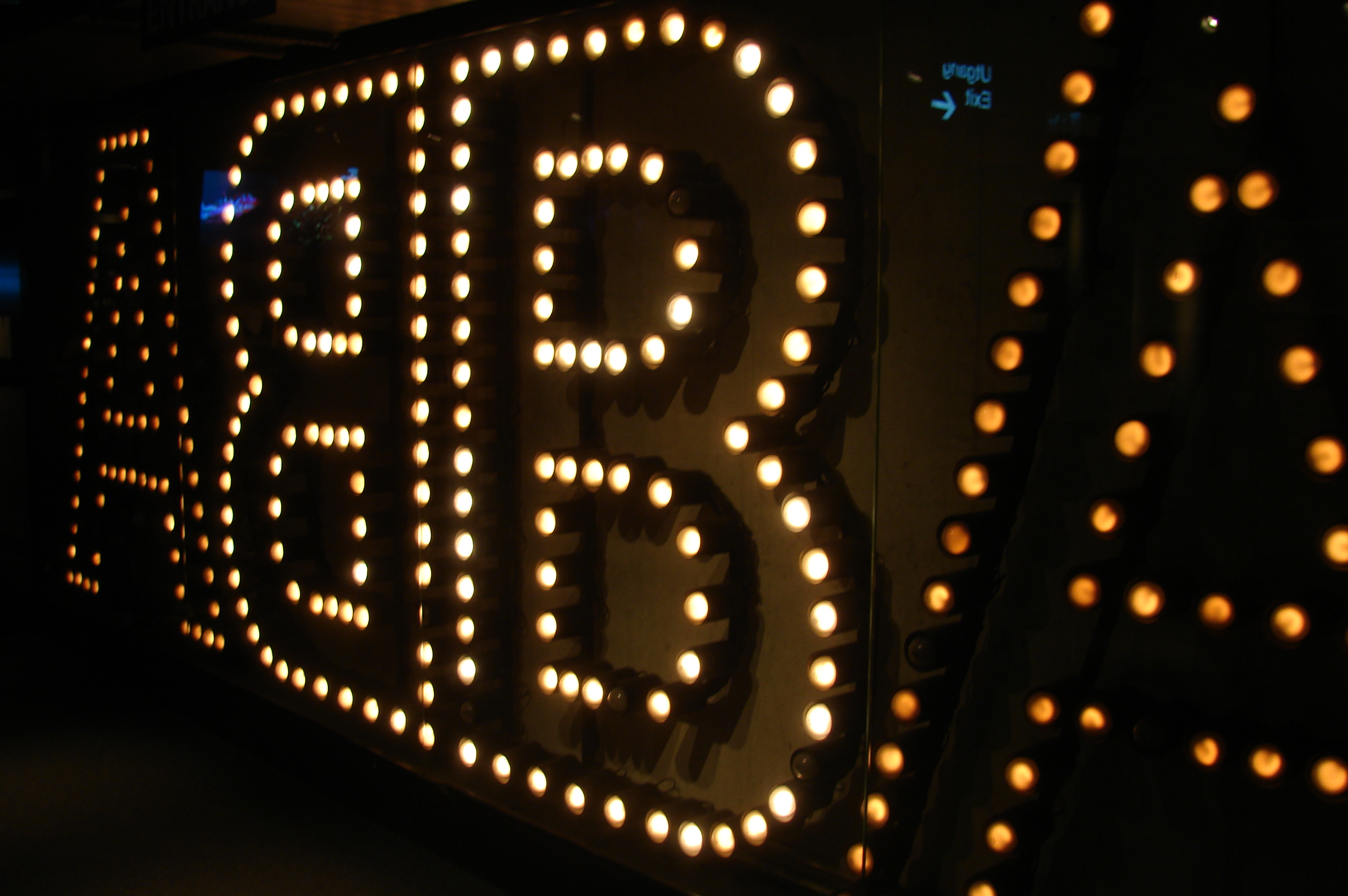
Podświetlony logotyp zespołu

W początkowym okresie działalności występowali pod nazwą Festfolk, oznaczającą „zaręczone pary” bądź „świętujących ludzi”. Wydawali single także jako „Björn & Benny, Agnetha & Anni-Frid”. W 1973 Anderson zaczął odnosić się do wokalistów zwrotem „ABBA”, akronimem utworzonym od pierwszych liter ich imion. Początkowo uznawano to za grę słów, bowiem ABBA była również nazwą szwedzkiego przedsiębiorstwa konserw rybnych. Menedżer stwierdził, że nazwa firmy znana jest jedynie w kraju, dlatego przyjął nazwę ABBA jako odpowiednią dla zespołu z szansą na zrobienie kariery na rynku międzynarodowym. W późniejszym okresie formacja negocjowała z przedsiębiorstwem rybnym o nadanie im praw autorskich do nazwy. Pierwsza litera B w logo materiału promocyjnego zespołu w 1976 była zapisana lustrzanym odbiciem, które później zostało przyjęte i stało się zarejestrowanym znakiem towarowym formacji. Po raz pierwszy nowa nazwa grupy została napisana na arkuszu sesji nagraniowej ze Studia Metronom w Sztokholmie z 16 października 1973.
Oficjalne logo ᗅᗺᗷᗅ, wykonane czcionką News Gothic, zostało zaprojektowane przez Rune Söderqvista i umieszczone po raz pierwszy na singlu „Dancing Queen” w sierpniu 1976, a później na wszystkich oryginalnych płytach zespołu. Pomysł oficjalnego logotypu został zaproponowany przez niemieckiego fotografa Wolfganga Heilemanna podczas sesji zdjęciowej do młodzieżowego czasopisma Bravo. Na jednym ze zdjęć każdy członek zespołu trzymał olbrzymi inicjał litery swojego imienia, jednak Andersson trzymał swoją tabliczkę do góry nogami.

## Charakterystyka muzyczna
W repertuarze ABBY znajdują się głównie piosenki popowe, ale też rockowe oraz ballady. Na albumie ABBA słychać ponadto brzmienia reggae, funk i muzyki klasycznej. Płyta Arrival zawierała m.in. utwory utrzymane w stylistyce kabaretowej i musicalowej. Inspiracje musicalem znalazły się także na krążku The Album. Zainspirowani sukcesem grupy Bee Gees, po premierze filmu Gorączka sobotniej nocy (co miało miejsce pod koniec lat 70.) zaczęli tworzyć muzykę w stylu disco; trend ten znalazł odzwierciedlenie na albumie Voulez-Vous. Z tych brzmień zrezygnowali już przy nagraniu kolejnej płyty – Super Trouper. W latach 80. inspirowali się stylem new romantic.
W większości utworów zespołu główne partie wokalne śpiewają sopranistka Agnetha Fältskog i mezzosopranistka Anni-Frid Lyngstad. Kompozytorami zdecydowanej części piosenek byli Benny Andersson i Björn Ulvaeus, którym w pisaniu czasem partnerował Stig Anderson.
W tekstach piosenek grupa poruszała głównie temat miłości, umieszczała w nich także refleksje na tematy społeczne, takie jak np. rola pieniądza w życiu człowieka („Money, Money, Money”), konsekwencje wojny, prawo wyboru czy wolność człowieka jako jednostki. W latach 80. często śpiewali o rozstaniach, samotności i przemijaniu. Z uwagi na rosnącą popularność ABBY w krajach Ameryki Południowej na przełomie lat 70. i 80., szwedzcy muzycy nagrali album Gracias por la musica z piosenkami w języku hiszpańskim.

## Upamiętnienie
ABBA uchodzi za najpopularniejszy szwedzki towar eksportowy za samochodami osobowymi marki Volvo. 
Po rozpadzie ABBY w 1983 we Francji wyprodukowano show Abbacadabra, w którym młodzież wykonała 14 przebojów z dorobku zespołu. W 2009 brytyjska telewizja BBC zrealizowała koncert Thank You For the Music: A Celebration of the Music of ABBA, w którym lokalni wykonawcy zaśpiewali hitów z repertuaru grupy.

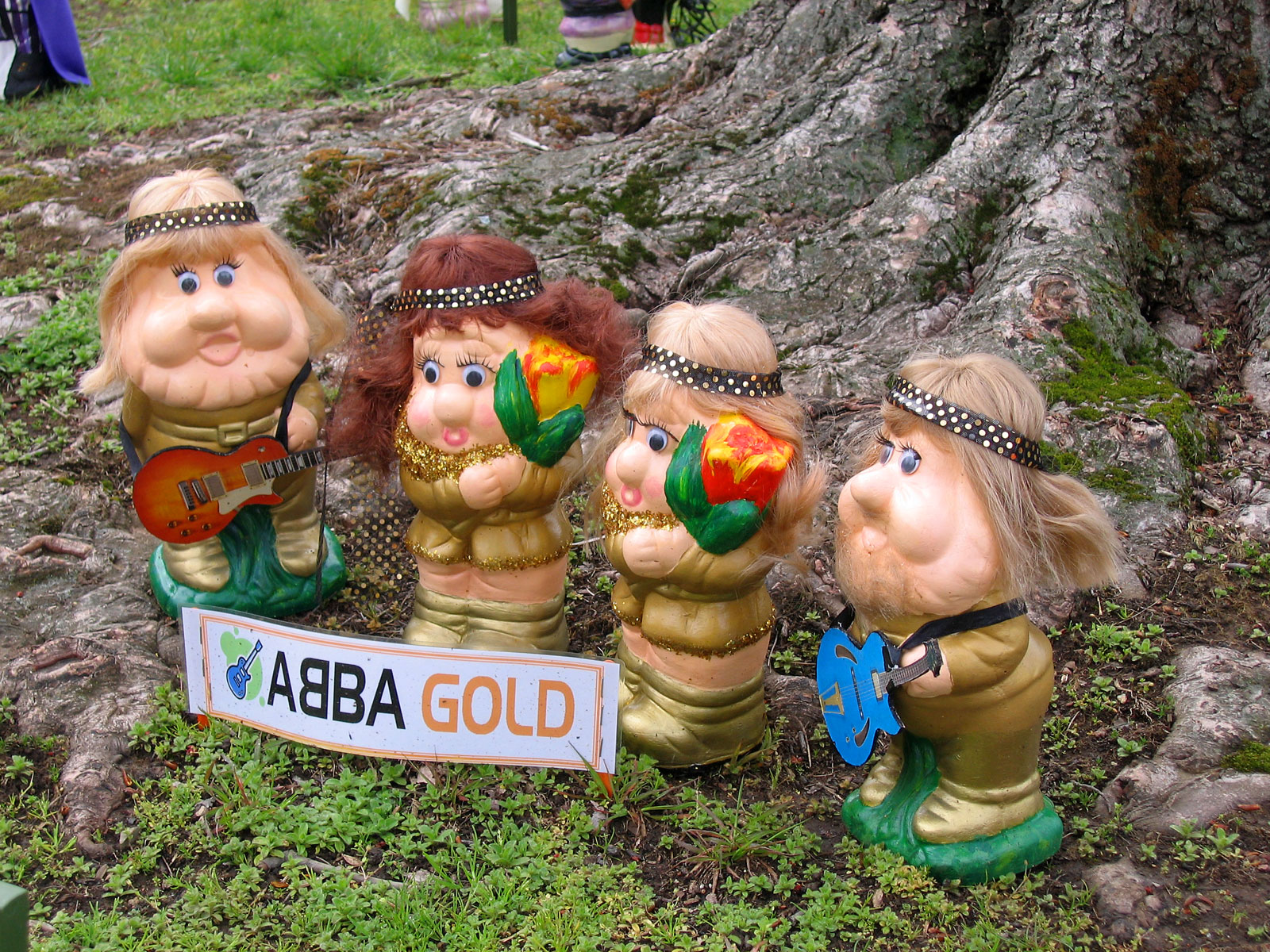
Krasnale ogrodowe stylizowane na członków zespołu

We wrześniu 1992 wytwórnia Polygram wydała album kompilacyjny pt. ABBA Gold: Greatest Hits, zawierający największe przeboje grupy, który rozszedł się w nakładzie 6 mln egzemplarzy. Składanka promowana była przez singel „Dancing Queen”, który powrócił na brytyjskie listy przebojów, docierając do 16. miejsca. Rok później pojawiła się kolejna składanka hitów grupy pt. More ABBA Gold: More ABBA Hits, zawierająca także niewydany wcześniej utwór „I Am the City”. W 1994 ukazało się czteropłytowe wydawnictwo pt. Thank You for the Music, zawierające wszystkie przeboje zespołu oraz utwór „ABBA Undeleted”, będący mieszanką fragmentów niewydanych wcześniej piosenek grupy. 2 listopada 2001 do sprzedaży trafił dwupłytowy album kompilacyjny pt. The Defenitive Collection, zawierający wszystkie single ABBY wydane przez Polar Music w latach 1972–1982 oraz remiksy utworów „Ring Ring” i „Voulez-Vous”. W 2005 wytwórnia Universal wydała zbiór wszystkich studyjnych nagrań ABBY pt. The Complete Studio Recordings. W listopadzie 2008 do sprzedaży trafiło wydawnictwo pt. The Albums, które zawierało wszystkie osiem albumów studyjnych zespołu oraz dziewiąty z rzadko publikowanymi piosenkami. W kwietniu 2012 Universal wydał reedycję albumu The Visitors, na której dodatkowo umieścił dodatkowe materiały filmowe oraz demo wcześniej niepublikowanego utworu „From a Twinkling Star to a Passing Angel”.
W 1988 z inicjatywy australijski wokalistów Roda Leissle’a i Johna Tyrrella powstał zespół parodystyczny Björn Again, którego członkowie występują na scenie wystylizowani na członków ABBY. Na początku lat 90. brytyjski zespół Erasure nagrał album pt. Abba-esque z ich wersjami utworów ABBY, które dotarły na pierwsze miejsca list przebojów. W 1998 powstał zespół ABBA Teens, który po interwencji Anderssona zmienił nazwę na A*Teens; ich pierwszy album pt. The Abba Generation zawierał przeboje ABBY w nowych aranżacjach.
Utwory ABBY wykonało także wielu artystów z całego świata, m.in.: Evan Dando z zespołu The Lemonheads („Knowing Me, Knowing You”), Sinéad O’Connor i Stephen Gately („Chiquitita”), Tanita Tikaram, Blancmange i Steven Wilson („The Day Before You Came”), Cliff Richard („Lay All Your Love on Me”), Dionne Warwick, Peter Cetera i zespół Celebrity Skin („S.O.S.”), Yngwie Malmsteen („Gimme! Gimme! Gimme! (A Man After Midnight)”), zespół Therion („Summer Night City”), Marshall Crenshaw („Knowing Me, Knowing You”) czy Kylie Minogue („Dancing Queen”). W 1996 album z utworami zespołu nagrała Królewska Orkiestra Filharmoniczna. Fascynację muzyką ABBY i pochwałę ich twórczości publicznie wyraził szereg światowych artystów, m.in. Bono, Brian May, John Lennon, Kurt Cobain, Roy Davies, Joel Ramone, Joe Strummer, Noel Gallagher, Pete Townshend, Keith Moon, Robert Plant, Bruce Springsteen, Sting, Tina Turner, Björk, Shirley Manson, Moby, Sinéad O’Connor, Dionne Warwick, Tanita Tikaram, Madonna, Fredrik Åkesson, Ron Wood, Glen Matlock, Sid Vicious oraz Kylie Minogue i Gary Barlow. Amerykańska piosenkarka Cher we wrześniu 2018 wydała album pt. Dancing Queen, na którym umieściła własne interpretacje przebojów ABBY; płytę promowała międzynarodową trasą koncertową Here We Go Again Tour.
Niektóre piosenki ABBY znalazły się w ścieżce dźwiękowej do filmu Wesele Muriel (1994). W 2005 Madonna wypuściła utwór „Hung Up”, w którym wykorzystała sampel z przeboju „Gimme! Gimme! Gimme! (A Man After Midnight)”, na co uzyskała zgodę od Anderssona i Ulvaeusa.
14 sierpnia 2008 oficjalna ścieżka dźwiękowa z filmu Mamma Mia!, opartego na przebojach ABBY, dotarła na pierwsze miejsce amerykańskiej listy przebojów Billboard 200. Album rozszedł się w nakładzie ponad 5 mln egzemplarzy na świecie. W 2018 do sprzedaży trafiła ścieżka dźwiękowa z kontynuacji filmu – Mamma Mia: Here We Go Again!.
W 2008 wydawca Sony Computer Entertainment Europe, we współpracy z Universal Music Group Sweden AB, wypuścił do sprzedaży grę SingStar ABBA na konsole PlayStation 2 i PlayStation 3. 15 listopada 2011 firma Ubisoft wydała grę na konsolę Wii – ABBA: You Can Dance.
W 2012 podobizny członków zespołu znalazły się w Muzeum Figur Woskowych Madame Tussaud w Londynie.
7 maja 2013 w Sztokholmie odbyło się otwarcie muzeum poświęconego zespołowi.
W 2023 roku na cześć zespołu nazwano nowy rodzaj pająków Abba.
W maju 2024 członkowie zespołu zostali odznaczeni przez króla Karola XVI Gustawa Orderem Wazów II Klasy.

## Dyskografia

### Albumy studyjne
- Ring Ring (1973)
- Waterloo (1974)
- ABBA (1975)
- Arrival (1976)
- The Album (1977)
- Voulez-Vous (1979)
- Super Trouper (1980)
- The Visitors (1981)
- Voyage (2021)